# Blake Pelly
Blake Raymond Pelly (31 de Maio de 1907 - 16 de Outubro de 1990) foi um oficial da Real Força Aérea Australiana (RAAF), político e empresário, que representou o Partido Liberal da Austrália no parlamento de Nova Gales do Sul.